# Кіберпанк
Кіберпанк (англ. cyberpunk) — піджанр наукової фантастики, що виник у 1980-х роках; концентрується на зображенні високих комп'ютерних технологій, що сусідують з низьким рівнем життя людей. У творах цього жанру події часто відбуваються в майбутньому, у техногенному чи віртуальному просторі, нерідко розмиті кордони між реальним і віртуальним світом. Популяризатором терміна кіберпанк вважається Гарднер Дозуа — редактор «Журналу наукової фантастики Айзека Азімова», який видавав Айзек Азімов. 1983 року Брюс Бетке написав оповідання «Кіберпанк» і передав його «Журналу наукової фантастики Айзека Азімова». Одним з класиків цього жанру став Вільям Гібсон з романом «Нейромант», який вийшов 1984 року.
Кіберпанк як піджанр наукової фантастики сформувався в 1980-ті роки під впливом Вільяма Гібсона. Після низки комерційно успішних екранізацій образи і мотиви кіберпанку закріпилися в кінематографі, альтернативній музиці, графічних творах, зокрема в манзі й аніме, та у відеоіграх.

## Характеристики

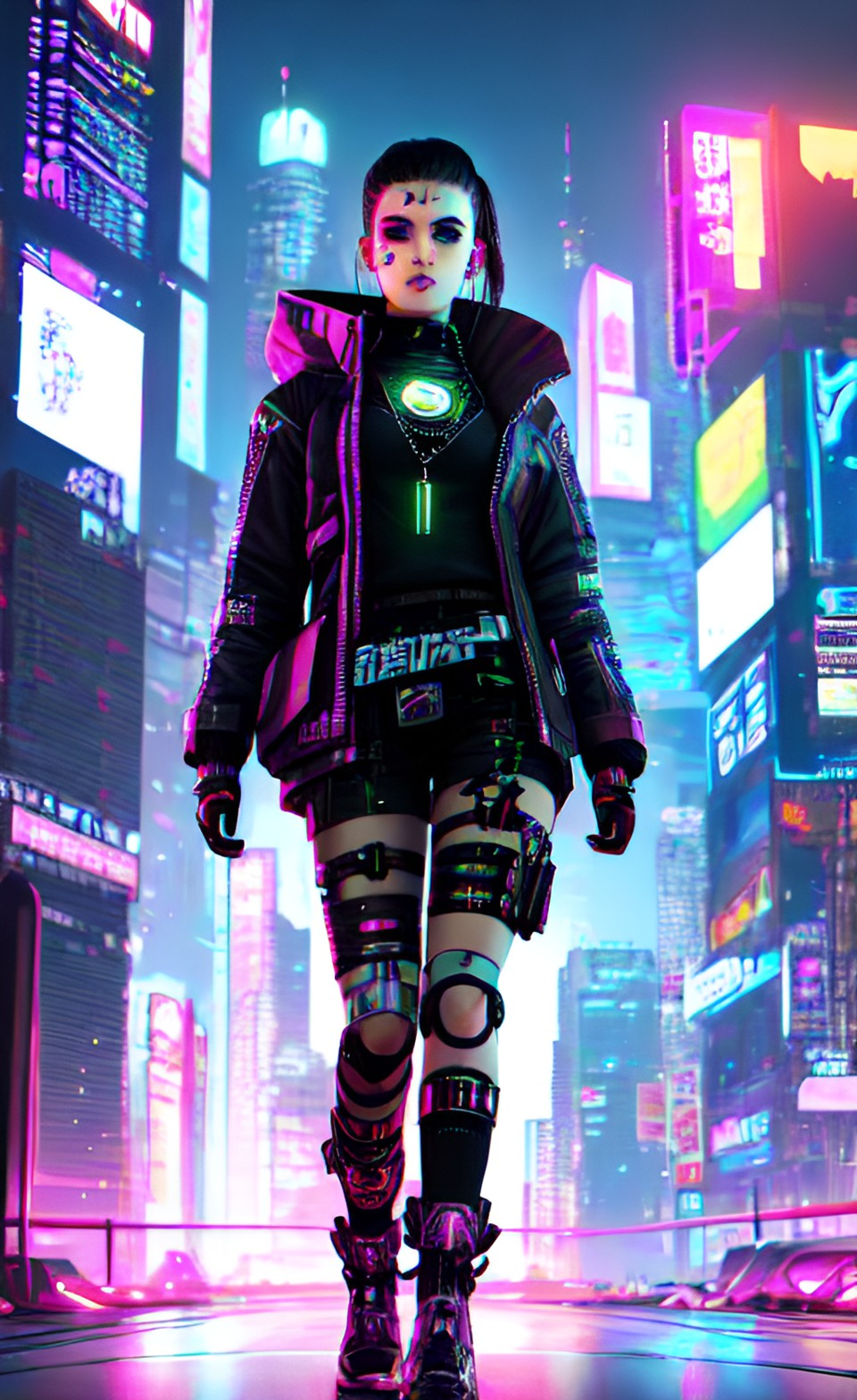
Кіберпанкова героїня. Зображення, створене штучним інтелектом

Кіберпанк з'явився значною мірою на противагу так званій «гуманістичній фантастиці». Загальна особливість творів жанру полягає в тому, що втілений у них світ зображає штучне, наповнене високими технологіями середовище, котре контрастує з небажаним становищем людей у ньому. В світі кіберпанку високий технологічний розвиток часто сусідує з явним соціальним розшаруванням, убогістю, безправ'ям, вуличною анархією в міських нетрях. Кіберпанкове суспільство виражено капіталістичне та контролюється корпораціями, проти яких зазвичай протагоністи й ведуть боротьбу. Структура суспільства переважно відповідає умовному кінцеві XX століття.
Власне «кібер-» у жанрі проявляється в комп'ютерних технологіях, які контролюють світ. У кіберпанку комп'ютери розглядаються як інструмент, що збільшує владу людини як над природою, так і над іншими людьми. Наприклад, через комп'ютери відбувається стеження, маніпулювання; за посередництва комп'ютерних мереж діє торгівля, розваги, спілкування, злочинність. Інші типові елементи кіберпанку — це кіборгізація, питання де пролягає межа між людиною та машиною; нові форми тілесності, існування свідомості в інших тілах, у тому числі штучних, а також тіла, відмінні від звичайного людського; сприйняття тіла як вмістилища для свідомості, що може змінюватися так само легко, як одяг; сумніви в тому, що справжнє, а що копія, що природне, а що штучне; нові форми сексуальності, котрі протиставляються традиційним — трансгендерність, андрогінність, асексуальність; мінливість як запорука перемоги добра над злом. Френсіс Бонер, дослідниця з Університету Квінсленда, виділяла чотири «К» кіберпанку: Корпорації (Corporations), Кримінал (Crime, злочин), Комп'ютери (Computers) та Корпусність (Corporeality, тілесність).
Атмосфера в кіберпанкових творах часто сюрреалістична, в ній змішується справжнє з вигаданим, нерідко немає впевненості в дійсності зображених подій. Світ цього жанру нагадує сон чи галюцинацію через поєднання різнорідних елементів — технологій, традицій, мов, етносів. Кіберпанк дуже близький до постмодерного мистецтва: в ньому стирається межа між «високою» та «низькою» культурою, дійсним та уявним, змішуються елементи наукової фантастики, фентезі, утопії, детективу, психологічного трилера. Американський літературознавець Браян Макгейл відгукувався про кіберпанк як породження постмодерної фантастики. У кіберпанку традиційні міфологічні образи здобувають осучаснене втілення. Наприклад, божества постають як штучні інтелекти, шаманів замінюють хакери, а технології та їх злам виглядають як сучасна форма магії. Загалом, кіберпанк приймає в себе риси попередніх жанрів фантастики та й мистецтва взагалі. За характеристикою Брюса Стерлінга, кіберпанк є «природним продовженням елементів, уже наявних у науковій фантастиці». В той же час у кіберпанку немає виражених тем інопланетян, космічних подорожей, космічних битв. Якщо вони згадуються, то тільки фоново. На противагу колишній науковій фантастиці, зосередженій на темі досліджень космічного простору, кіберпанк зосереджується на дослідженні простору віртуального.
Кіберпанк примітний гострими коментарями щодо часу, в який створено конкретний твір. Він висвітлює актуальні проблеми воєн, організованої злочинності, залежності від технологій, зіткнення культур унаслідок глобалізації. Зважаючи на тісний зв'язок цього жанру з реальними технологіями, розрахованими на масове користування, та наслідки їх діяльності, в публіцистиці можна почути іронічні вислови, що «ми вже живемо в кіберпанку» чи «ми стоїмо на порозі кіберпанку».

## Історія жанру

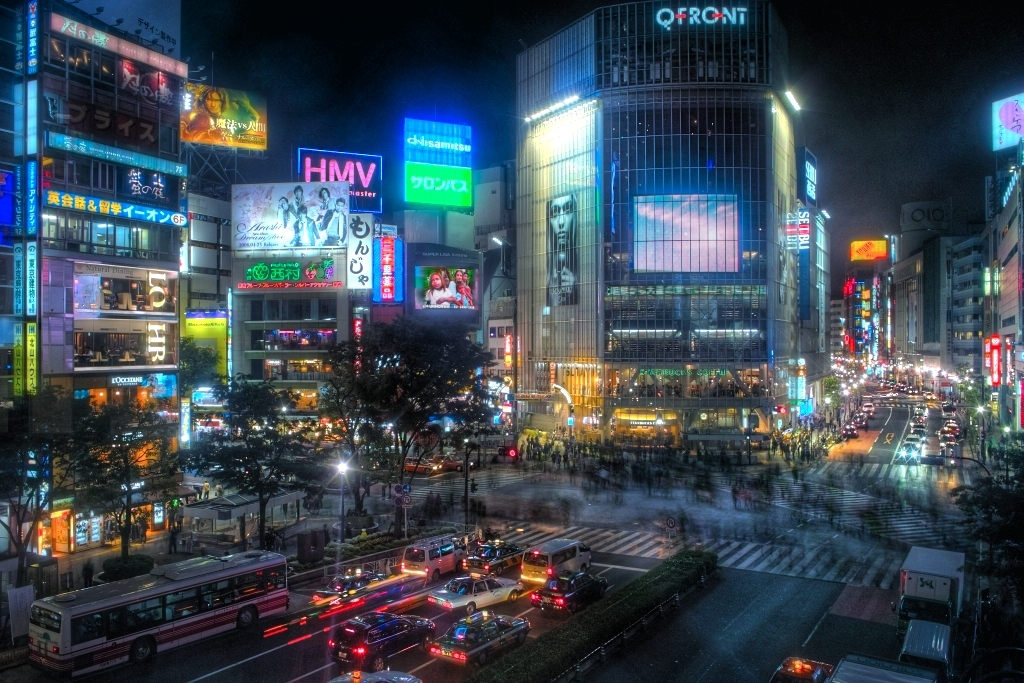
Сучасна Шібуя нагадує типовий кіберпанковий мегаполіс

Слово кіберпанк вперше вжив письменник Брюс Бетке в однойменному оповіданні 1983 року. До кіберпанку як такого оповідання прямо не належить, але один з героїв оповідання, хакер, носить характерну панківську зачіску. Однак, саме це слово було використано редактором Гарднером Дозуа в його рецензії на романи Вільяма Гібсона, зокрема роман «Нейромант» 1984 року. Проте першим твором, який має всі головні риси кіберпанку, вважається «Штучна дитина» Брюса Стерлінга, написаний в 1980 році. До предтеч жанру зараховується також оповідання Вільяма Гібсона: «Уламки голографічної троянди» (1977), «Джонні-мнемонік» (1981) і «Спалити Хром» (1982). Інші ідейні попередники кіберпанку — це комікси «Довге завтра» (1977) Дена О'бенона та Мебіуса, «Суддя Дредд» (1977-) різних авторів.
На формування кіберпанку сильно вплинув нуар, завдяки чому дія кіберпанкових творів так само зазвичай відбувається в великих містах вночі, а протагоніст постає людиною фізично чи душевно травмованою, розчарованою в ідеалах, переслідуваною, він порушує закон заради досягнення справедливості. Разом з тим у кіберпанку дія відбувається в іншому середовищі — високотехнологічному майбутньому замість недалекого минулого чи сучасності. Нуарна естетика зокрема виражена в фільмах «Трон» і «Той, хто біжить по лезу» 1982 року, звідки була запозичена Вільямом Гібсоном до його найвідоміших творів.
Пізніше слово «кіберпанк» саме в тому сенсі, в якому Дозуа узагальнив стилістику Гібсона, і стало визначенням кіберпанку як жанру. Ця характеристика знана як критерій Дозуа: «High tech. Low life» («Високі технології. Нице життя»). Друга частина критерію має на увазі не тільки бідність, а й незахищеність, безправ'я, безперспективність.
Саме кіберпанк здобув статус головної новації в науковій фантастиці 1980-х років. Після «Нейроманта» до кіберпанку звернулося чимало обдарованих і дуже різних за стилем американських письменників-фантастів, серед яких можна виділити Брюса Стерлінга, Руді Рюкера та Майкла Свонвіка.
Поворотним став вихід у 1986 році збірки «Тіні в дзеркалах: кіберпанкова антологія», укладеної Брюсом Стерлінгом. Вона дала початок організованому розвитку кіберпанку та спонукала до створення в 1997 році Крістіаном Кіртчевим маніфесту цього жанру, з якого виникла реальна субкультура кіберпанків. Маніфест було створено як наслідування маніфесту хакера, оприлюдненого 1986 року. Маніфест хакера проголошував самостійність хакерів, цінність свободи інформації, інтелектуального пошуку та справедливих цін. Маніфест кіберпанків продовжував ідеї Маніфесту незалежності в кіберпросторі (1996), створеного письменником та есеїстом Джоном Перрі Барлоу. Документ характеризував кіберпанків як всюдисущих людей будь-якого соціального стану та віку, незалежних, несприйнятих масовим суспільством, але потрібних йому; людей, що борються проти спроб контролювати доступ до інформації, обмежувати чи спотворювати її в чиїх-небудь (а особливо державних) інтересах. Маніфест перегукується з характеристиками кіберпанку як жанру наукової фантастики:
«Класичні кіберпанківські персонажі були маргіналами, одинаками, знедоленими людьми, що живуть за гранню, як правило, в безвихідному майбутньому, в якому повсякденне життя зазнало стрімких технічних змін, де існує всюдисуща цифрова інфосфера і насильницькі модифікації людського тіла».Оригінальний текст (англ.)
Classic cyberpunk characters were marginalized, alienated loners who lived on the edge of society in generally dystopic futures where daily life was impacted by rapid technological change, an ubiquitous datsphere of computerized information, and invasive modification of the human body.— Лоренс Персон.
Все, що можна зробити зі щуром, можна зробити і з людиною. А зі щурами ми можемо зробити майже все. Про це важко думати, але це правда. І це не зникне, якщо ми закриємо на це очі.
 Ось що таке кіберпанк..
Оригінальний текст (англ.)
Anything that can be done to a rat can be done to a human being. And we can do most anything to rats. This is a hard thing to think about, but it's the truth. It won't go away because we cover our eyes.
 *This* is cyberpunk.
— Брюс Стерлінг
Низка фільмів 1980-90-х, бувши екранізаціями некіберпанкових творів, самі по собі стали кіберпанковими. Так, «Той, хто біжить по лезу» (1982) та «Згадати все» (1990), були екранізаціями творів Філіпа Діка, які ще не мали типових рис кіберпанку. «Відеодром» (1983), «Робокоп» (1987), «Термінатор» (1984) і «Термінатор 2» (1991) своєю чергою зазнали впливу кіберпанку, проте кіберпанковими фільмами не вважаються.
Кіберпанк швидко здобув відображення в західних коміксах: у продовженнях «Судді Дредда» різних авторів, «Роніні» (1983—1984) Френка Міллера, «Уламкові» (1985—1988) Пітера Ґіллса та Майкла Сенц, «Стріляному» (1990—1992) Френка Міллера та Геофа Дарроу. В Японії кіберпанкову манґу почав малювати Масамуне Сіро — «Яблучне зерня» (1985—1989) й «Акіра» (1982—1990). Визнання японських творів кіберпанковими прийшло не одразу. Так, «Акіра» (як манґа, так і її екранізація) до середини 1990-х здебільшого характеризувалася критиками як технотрилер або просто наукова фантастика. Деяка манґа використовує елементи кіберпанку, наприклад, «Паприка» (1993) Цуцуя Ясутаки. Першою японською кіберпанковою прозою вважається новела «Злі очі» (1987) Горо Масакі, котрий пізніше написав роман «Місто Венери» (1992), здобувши репутацію «японського Гібсона». Показово, що в японському виданні «Нейроманта» було запроваджено низку неологізмів, які поширилися в наступних автентичних творах. Наприклад, «ґітай» — штучне тіло. В цілому, японський кіберпанк менше тяжіє до проблематики межі людини з машиною, штучного та справжнього, натомість має вираженішу індустріальну естетику, висвітлює теми мілітаризму та осучаснює епізоди японської історії.

## Похідні кіберпанку
Частина -панк дала назву групі піджанрів фантастики, що вибудовують вигаданий світ навколо певної технології, котра подається в фантастичній формі та займає центральне місце. «-панк» у цих випадках означає спрямованість описаних технологій на радикальну перебудову суспільного життя, порівняно з сучасністю; відмінність вигаданого суспільства від звичайного, сьогоденного, його контркультурність щодо реального світу.

### Ретрофутуристичні похідні

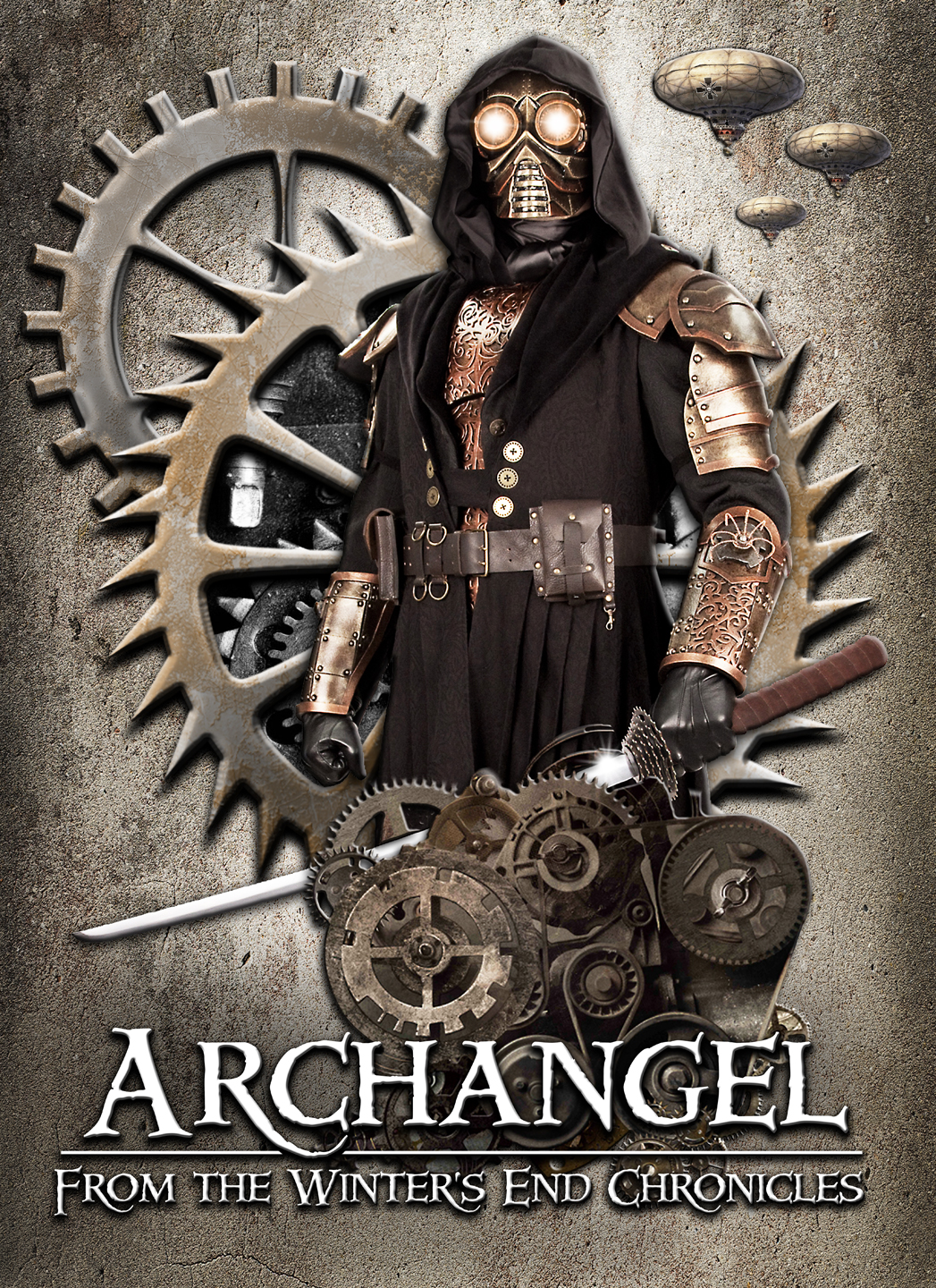
Постер стимпанкового вебсеріалу «Archangel from the Winter's End Chronicles»

Побудова світу базується не тільки на певних технологіях, але має ще й відсилку до певного історичного періоду, впродовж якого ці технології домінували в реальній історії. Інколи для об'єднання ретрофутуристичних похідних кіберпанку використовується термін «таймпанк»:
- Стоунпанк — світ фантастичних технологій, заснованих на технологіях кам'яної доби[18].
- Сандалпанк — розвиває основи технологій античної доби в широкому розумінні. Сусідній піджанр — бронзпанк, зосереджений на технологіях Бронзової доби[18].
- Міддлпанк — світ, який спирається на технології доби Середньовіччя. Також знаний як кестлпанк або кендлпанк[19].
- Клокпанк — світ технологій доби Відродження і епохи бароко, де механізми приводяться в дію пружинами[20].
- Стимпанк — зображає світ фантастичних парових технологій, зазвичай в естетиці Вікторіанської Англії. Піджанр виділений у 1987 році Кевіном Вейном Джетером. При цьому твори, що могли б вважатися стимпанковими, існували ще в першій половині XIX століття[21]. Стимпанк може вбирати елементи інших жанрів і піджанрів фантастики: від променевої зброї та роботів до магії[18].
- Теслапанк — розвиває ідеї експериментів з електрикою Ніколи Тесли. Подібний до стимпанку, але робить акцент на електричних технологіях[18].
- Декопанк — базується на технологіях та естетиці ар деко 1920-х[18].
- Дизельпанк — де ключовими є технології на основі двигунів внутрішнього згоряння 1930-х, естетика величезних металевих машин, диму[18].
- Атомпанк — де ключовими є атомні технології 1950-х, оптимістичне бачення майбутнього, в якому атомна енергетика, побутові роботи стали б буденністю[18].
- Транзисторпанк — вибудовує світ на технологіях 1960-х і часів Холодної війни[18].
- Наупанк — де ключовими є сучасні технології з нальотом фантастики[22].

### Футуристичні похідні
Побудова світу базується на технологіях, які в реальній історії ще не набували справді глобального поширення:
- Біопанк — концентрується на технологіях зміни живих організмів, аж до заміни ними звичайних знарядь і пристроїв. Хоча збірну назву твори подібної тематики отримали тільки наприкінці XX століття, самі твори існували з попереднього, XIX століття. Поширення біопанку відбулося на фоні популярності кіберпанку з огляду на розвиток генної інженерії[23].
- Нанопанк — де сюжетнотворчими є нанотехнології. Піджанр може вибудовувати суспільство навколо таких технологій, або лише використовувати їх як підставу для настання описуваного утопічного чи постапокаліптичного стану світу[24].
- Посткіберпанк — розвинувся наприкінці 1990-х. Письменник Лоуренс Персон в 1998 році запровадив цей термін, назвавши першим посткіберпанковим твором «Острови в мережі» (1988) Брюса Стерлінга. Для посткіберпанку властиві оптимістичніші погляди на вирішення проблем техногенної цивілізації, часто присутня політична сатира. Головні герої в посткіберпанку — не маргінали й одинаки, а навпаки нерідко люди соціалізовані, влаштовані на офіційну роботу. Замість боротися проти влади в цілому, вони шукають способи мирно жити при ній, борючись проти окремих антагоністів. Загалом, якщо кіберпанк описує умовний соціальний устрій 1980-х, то посткіберпанк — порівняно мирних і зажиточних 1990-х (див. «кінець історії»)[25]. Становлення посткіберпанку корелює з утвердженням постмодернізму. Більшість кіберпанкових творів 1990-х і пізніше належать саме до посткіберпанку[26].

### Фентезійні похідні
Побудова світу базується на технологіях, одним з елементів якого є магія чи інші явища, які не можна пояснити, використовуючи наукову методологію.

### Інші похідні
- Аеропанк — де цивілізація вибудувана навколо пневматичних технологій[27].
- Силькпанк — аналог стимпанку, що зображає світ у естетиці Східної Азії[28].
- Мітпанк — поєднує сучасне суспільство з елементами міфології, що діють як реальні. Також може називатися «сучасним фентезі» чи «міським фентезі»[18].
- Сплеттерпанк — не є піджанром фантастики, а об'єднує твори, що підносять описи насильства, розчленування[18].

## Головні представники

### Романи
- Нейромант (Neuromancer, 1984) Вільяма Гібсона
- Шизматриця (Schismatrix, 1995) Брюса Стерлінга
- Трилогія «Затемнення» (Eclipse, 1985—1990) Джона Ширлі
- Тетралогія «Ware» (1982—2000) Руді Ракера
- Лавина (Snow Crash, 1992) Ніла Стівенсона

### Манґа та комікси
- Суддя Дредд[en] (Judge Dredd, 1977–)
- Інкал[en] (The Incal, 1981—1989)
- Акіра (アキラ, 1982—1990)
- Яблучне зерня (Appleseed, 1985—1989)
- Привид у броні (Ghost in the Shell, 1989—1991)
- Бойовий янгол Аліта/Сни зброї (Battle Angel Alita/銃夢, 1990—1995)
- Трансметрополітен (Transmetropolitan, 1997—2002)
- Блам! (Blame!, 1998)
- Сурогати (The Surrogates, 2005)

### Фільми
- Той, хто біжить по лезу (Blade Runner, 1982-92)
- Згадати все (Total Recall, 1990)
- Джонні-Мнемонік (Johnny Mnemonic, 1995)
- Нірвана (Nirvana, 1997)
- Матриця (Matrix, 1999)
- Авалон (Avalon, 2001)
- Особлива думка (Minority Report, 2002)
- Привид у броні (Ghost in the Shell, 2017)
- Той, хто біжить по лезу 2049 (Blade Runner 2049, 2017)
- Німий (Mute, 2018)

### Анімація
- Акіра (アキラ, 1988)
- Еон Флакс (Æon Flux, 1991—1995)
- Бойовий янгол Аліта/Сни зброї (Battle Angel Alita/銃夢, 1993)
- Привид у броні (Ghost in the Shell, 1995)
- Ковбой Бібоп (カウボーイビバップ, 1998—1999)
- Експерименти Лейн (Serial Experiments Lain, 1998)
- Ерго Проксі (エルゴプラクシー, 2006)
- Cyberpunk: Edgerunners (サイバーパンク エッジランナーズ, 2022)

### Відеоігри
- Серія Metal Gear
- Серія Syndicate
- Серія Deus Ex
- I Have No Mouth, and I Must Scream
- Cyberpunk 2077

## Український кіберпанк
До головних українських творів у жанрі кіберпанку відносять роман «Горизонти наших надій» (2017) Ел. Дрейка, комікс «Кіберкрай» (2020) — продовження дизельпанкового коміксу «Воля». В стилі кіберпанку виконано кліп «Poison» гурту «Kleinod» (2020).
Виступ гурту «Go_A» на пісенному конкурсі «Євробачення» 2021 року характеризувався режисерами-постановниками як виконаний в жанрі кіберпанку.